# Stari Grad (Sarajevo)
Stari Grad es una municipalidad de Bosnia y Herzegovina. Se encuentra en el cantón de Sarajevo, dentro del territorio de la Federación de Bosnia y Herzegovina. Es una de los cuatro municipios que conforman la ciudad de Sarajevo, junto con Centar, Novi Grad y Novo Sarajevo.

## Localidades
En 1991, el municipio de Stari Grad estaba compuesto por las siguientes localidades:
- Barice.
- Blizanci.
- Bulozi.
- Donje Biosko.
- Donje Međuše.
- Dovlići.
- Faletići.
- Gornje Biosko.
- Gornje Međuše.
- Hreša.
- Kumane.
- Močioci.
- Njemanica.
- Sarajevo (en parte).
- Studenkovići.
- Vučja Luka.

Tras los acuerdos de Dayton, las localidades de Bulozi, Donje Međuše, Dovlići, Gornje Međuše, Hreša, Kumane, Njemanica, Studenkovići y Vučja Luka, así como parte de Faletići y de Gornje Biosko, se separaron para formar el nuevo municipio de Istočni Stari Grad, de la República Srpska. Desde  entonces, el municipio de Stari Grad quedó integrado por 7 localidades:
- Barice.
- Blizanci.
- Donje Biosko.
- Faletići (en parte).
- Gornje Biosko (en parte).
- Močioci.
- Sarajevo (en parte).

## Demografía
En el año 2009 la población del municipio de Stari Grad era de 37 737 habitantes. La superficie del municipio es de 51,4 kilómetros cuadrados, con lo que la densidad de población era de 734 habitantes por kilómetro cuadrado.